# Коста Сандев
Коста Иванов Сандев е български революционер, деец на Българската комунистическа партия.

## Биография
Сандев е роден на 15 март 1883 година в солунското село Зарово, тогава в Османската империя, днес Никополи, Гърция. Получава основно образование в Зарово, след което на 16 години става прислужник в Солунската българска гимназия и успоредно с това учи в гимназията, като завърщва V клас. Заминава за България и работи три години като железопътен работник по линията Враца - Мездра. В 1912 година емигрира в САЩ, където работи като миньор.
Връща се в България в началото на 1915 година. По време на Първата световна война служи на Солунския фронт, където попада под влияние на социалистическите идеи и развива антивоенна пропаганда. В 1916 година става член на БРСДП (т.с.).
След войната се установява в Горна Джумая. Член е на окръжния комитет на БКП и шеф на военния отдел (1919 - 1923). През септември 1923 година участва в подготовката на въстание. По време на самото Септемврийско въстание е командир на IV бойна група от Горноджумайския въстанически отряд. По време на сражението на отряда с ВМРО на 25 септември 1923 година в Дъбова махала край село Бистрица в Рила, четата на Сандев охранява изтеглянето на отряда. Обкръжен, Сандев е пленен и още същата вечер екзекутиран.